# SherryBaby
SherryBaby è un film del 2006 diretto da Laurie Collyer.
Proiettato per la prima volta al Sundance Film Festival nel gennaio 2006, ha vinto il premio per il miglior film e per la miglior attrice (Maggie Gyllenhaal) al Festival Internazionale del cinema di Karlovy Vary nel luglio dello stesso anno.

## Trama
Sherry esce di prigione dopo tre anni ed è ansiosa di riabbracciare la sua bambina, Alexis, che ha vissuto con il fratello di Sherry, Bobby, e sua moglie, Lynnette.
Sherry, ex tossicodipendente, tenta di rientrare nel mondo scoprendo che sarà molto più difficile di quanto si immaginava. Nonostante sia pulita da due anni lei stessa ammette che è molto tentata dal ricadere nell'uso della eroina. Oltre a questo Lynnette la reputa inadatta come madre e Sherry ha difficoltà a rinsaldare subito i rapporti con la piccola Alexis.

## Accoglienza
Rotten Tomatoes riporta che il 75% dei 67 critici ha dato al film una recensione positiva. Metacritic, che assegna un punteggio su 100 alle recensioni dei critici mainstream, ha calcolato un punteggio medio "generalmente favorevole" di 66, sulla base di 18 recensioni.

## Riconoscimenti
- 2006 - Festival internazionale del cinema di Karlovy Vary
  - Globo di Cristallo